# Akathiyoor
Akathiyoor é uma vila no distrito de Thrissur, no estado indiano de Kerala.

## Demografia
Segundo o censo de 2001, Akathiyoor tinha uma população de 5273 habitantes. Os indivíduos do sexo masculino constituem 47% da população e os do sexo feminino 53%. Akathiyoor tem uma taxa de literacia de 84%, superior à média nacional de 59,5%; com 48% para o sexo masculino e 52% para o sexo feminino. 10% da população está abaixo dos 6 anos de idade.